# Adalbert Ricken

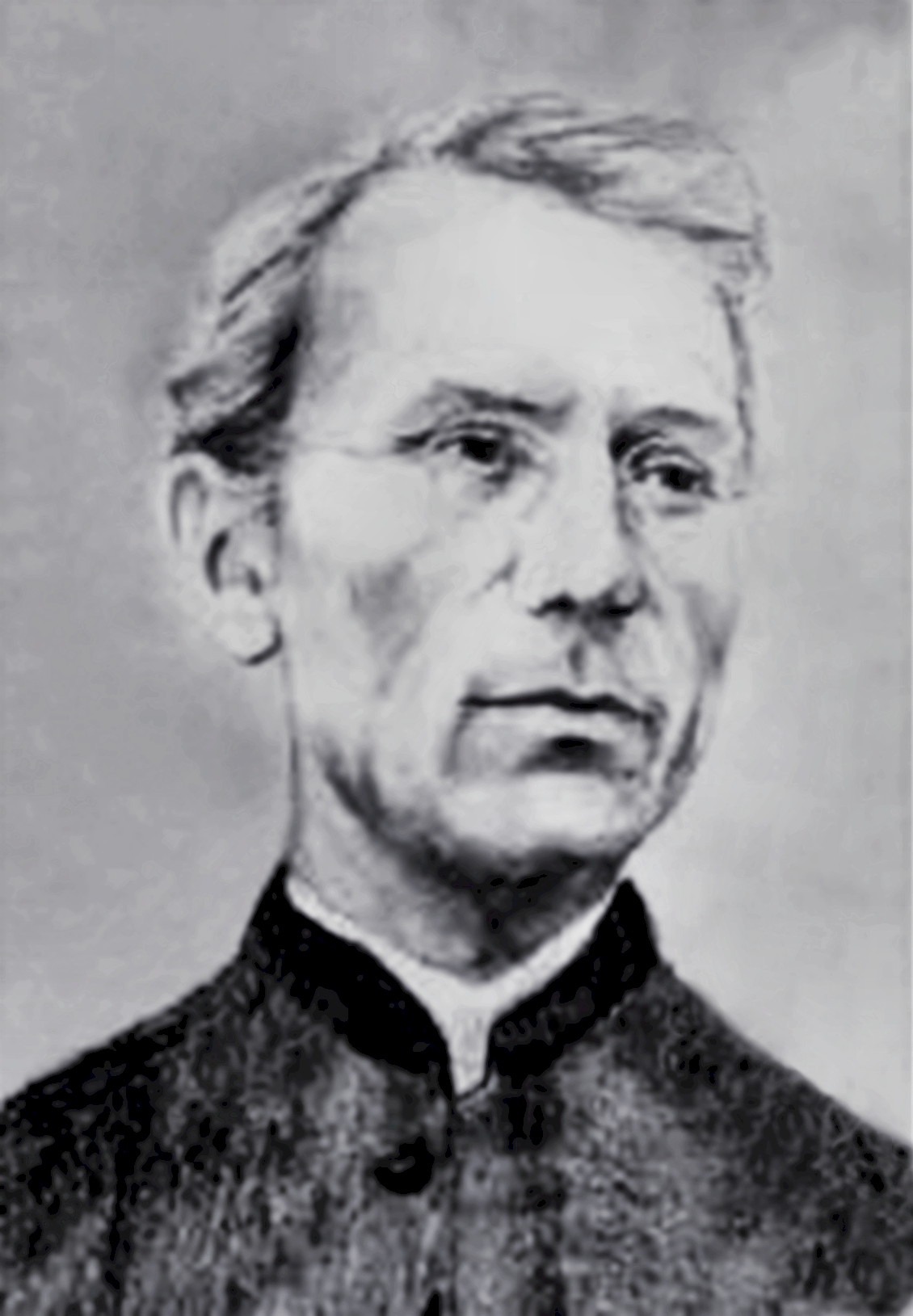
Adalbert Ricken

Adalbert Ricken (* 30. März 1851 in Fulda; † 1. März 1921 ebenda) war ein bedeutender hessischer, deutscher Mykologe. Sein offizielles botanisches Autorenkürzel lautet „Ricken“.
Er besuchte bis 1873 das Priesterseminar in Fulda. Nach seiner Priesterweihe wirkte er als Kaplan und Priester in mehreren Orten des Bistums Fulda. Sein Werk Vademecum für Pilzfreunde wurde ab der ersten Ausgabe bis hin zur Mitte des 20. Jahrhunderts zum verbreiteten Bestimmungsbuch für Pilze in Deutschland.
Bedeutsam sind auch seine Arbeiten über die Systematik der Pilze.
Seit 1987 verleiht die Deutsche Gesellschaft für Mykologie im zweijährlichen Turnus den nach ihm benannten Adalbert-Ricken-Preis an Amateur-Mykologen, die mittels wissenschaftlicher Arbeiten zur Erweiterung des mykologischen Wissens beigetragen haben.

## Ausgewählte Werke
- 1915: Die Blätterpilze (Agaricaceae) Deutschlands und der angrenzenden Länder, besonders Österreichs und der Schweiz'.
- 1918: Vademecum für Pilzfreunde. Quelle & Meyer, Leipzig 1918, Digitalisierte Ausgabe der Universitäts- und Landesbibliothek Düsseldorf.